# Александър Урдаревски
Александър Урдаревски (на македонска литературна норма: Александар Урдаревски), познат с псевдонимите си Станко и Санде, е югославски комунистически партизанин, сърбоманин, участник в „Народоосвободителната борба на Македония“, народен герой на Югославия.

## Биография
Роден е в 1920 година в скопското сърбоманско село Чучер като втори син на сърбоманския учител Тодор Урдаревич, носейки тази фамилия до смъртта си. След като завършва основното си и средно образование в Скопие, започва да учи в Земеделския факултет в Белград. Прекъсва учението поради избухването на Втората световна война и окупацията на Кралство Югославия. След връщането си в Скопие се включва в подготовката за въоръжена борба.
През август 1941 година влиза в първия скопски партизански отряд, а през 1942 година във Втория скопски партизански отряд, където е заместник-командир и командир. През 1943 година командва Скопско-косовския партизански отряд. Убит е в битка с италиано-албански части.
Обявен е посмъртно за народен герой на 20 декември 1951 година. Името Сандево е добавено към името на родното му село Чучер.